# Saco lacrimal

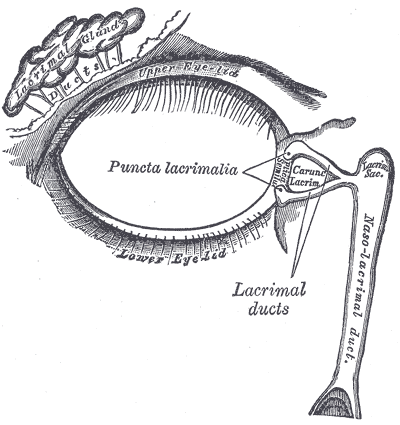
Sistema lacrimal. O saco lacrimal é visível no canto superior direito

O saco lacrimal é um reservatório cilíndrico, de grande eixo vertical, alojado na goteira lacrimal, formada pelo osso lacrimal e pelo processo frontal da maxila.